# Sint-Lambertuskerk (Wilsum)
De hervormde Sint-Lambertuskerk in Wilsum is een van de oudste kerken van Overijssel. 

## Geschiedenis
De kerk werd omstreeks het jaar 1050 gebouwd, maar over de oorspronkelijke opbouw is niets bekend. De kerk heeft door de eeuwen heen verschillende wijzigingen ondergaan. Met de reformatie werd de kerk van haar roomse kenmerken ontdaan. De toren met het schip vormen het oudste gedeelte: zij zijn romaans van opzet en dateren vermoedelijk uit de 11e eeuw. Aan de noord- en zuidzijde van het schip bevonden zich toen vijf romaanse vensters, terwijl de oostzijde en het koor gesloten waren. Het huidige gotische koor werd in de 14e eeuw gebouwd, tegen het toen lagere schip van de kerk.
In de 15e eeuw bracht men grote wijzigingen in het schip aan: de zijmuren werden verhoogd en er werden gewelven aangebracht, terwijl de romaanse vensters werden vervangen door spitsboogvensters. Bij een restauratie in 1902 hebben neogotische invloeden de kerk zijn huidige karakter gegeven. De bestaande houten en gietijzeren ramen werden toen vervangen door de huidige zandstenen. De dichtgemetselde ramen in de koorsluiting werden geopend, evenals de scheidingsmuur tussen de koorafsluiting en het overige deel van het koor. Tevens werd toen de consistorie aangebouwd.
Bij de restauratie in 1981/82 werd de ruimte onder de toren, die dichtgemetseld was, weer opengemaakt en deze doet thans dienst als garderobe. Sinds 2009 wordt de kerk verlicht door schijnwerpers.

## Interieur
In de kerk zijn een aantal muurschilderingen te bezichtigen die bij de laatste restauratie (1982) onder het kalk vandaan zijn gehaald. Deze schilderingen, in het koor van de kerk, stammen uit de 15e eeuw en stellen de vier evangelisten voor, resp. als mens, leeuw, rund en adelaar, geschaard rond de Heilige Veronica die haar attribuut, de zweetdoek met het gelaat van Christus draagt. Deze schilderingen werden rond 1580 (bij de reformatie) met kalk afgedekt. In een gebrandschilderd ruitje van de consistorie is het wapen van Wilsum te zien: een pelikaan, die met gespreide vleugels haar jongen voedt, zittend op een burcht.
Op de muren van het koor bevonden zich negen wijdingskruisen; hiervan konden er bij de laatste restauratie twee behouden blijven. De andere zeven kruisen werden ingekrast in het stucwerk, evenals het sacramentshuisje. Op de gewelven in het schip is bij de restauratie het 16e-eeuws sjabloonwerk weer aangebracht. Het bestaat uit okerkleurige Franse lelies en bruine eikenblaadjes, omgeven door krulletjes. Tevens werd er op de ribben een rood-witte keperband aangetroffen, deze is ook weer hersteld. Een klein gedeelte van het sjabloonwerk kon behouden worden

## Orgel
Het oude orgel werd in 1970 vervangen door het huidige. Dit orgel is voorzien van twee klavieren verdeeld over één hoofdwerk en één nevenwerk en het heeft een vrij pedaal. Het bezit 13 stemmen. Het orgel werd gebouwd door Hendriksen en Reitsma uit Nunspeet.
- Rijksmonument: 39908